# ХК Блед
ХДД Блед је словеначки хокејашки клуб из Бледа. Утакмице као домаћин игра у Леденој дворани Блед, капацитета 1000 места. Клуб се тренутно такмичи у регионалној Слохокеј лиги.

## Историја
ХДД Блед је основан 2008. године и углавном се такмичио у млађим категоријама. Од 2010. године клуб је први пут почео да се такмичи у сениорској конкуренцији. Члан је Слохокеј лиге.
У првој години такмичења у регионалној Слохокеј лиги, у сезони 2010/11. Блед је заузео осмо место и пласирао се у плеј оф. Међутим у плеј офу су елиминисани већ у четвртфиналу од Олимпије са 2-0 у победама.